# Parlamentsvalget i Portugal 1915
Parlamentsvalget i Portugal 1915  blev afholdt i Portugal den 13. juni 1915. Valgresultatet var en sejre for Partido Democrático, der vandt 106 ud af 163 pladser i Repræsentanternes Hus og 45 ud af 69 pladser i Senatet.

## Resultater
| Parti                             | Repræsentanterne hus | Repræsentanterne hus | Repræsentanterne hus | Senatet | Senatet | Senatet  |
| Parti                             | Stemmer              | %                    | Mandater             | Stemmer | %       | Mandater |
| --------------------------------- | -------------------- | -------------------- | -------------------- | ------- | ------- | -------- |
| Partido Democrático               |                      |                      | 106                  |         |         | 45       |
| Partido Republicano Evolucionista |                      |                      | 26                   |         |         | 9        |
| Partido da União Republicana      |                      |                      | 15                   |         |         | 11       |
| Partido Socialista Português      |                      |                      | 2                    |         |         | 0        |
| Partido do Centro Católico        |                      |                      | 1                    |         |         | 1        |
| Andre partier og uafhængige       |                      |                      | 13                   |         |         | 3        |
| Ugyldige/blanke stemmer           |                      | –                    | –                    |         | –       | –        |
| Total                             | 282.387              | 100                  | 163                  | 276.188 | 100     | 69       |
| Registrerede vælgere/deltagelse   | 471.557              | 59,9                 | –                    | 471.557 | 58,6    | –        |
| Kilde: Nohlen & Stöver            |                      |                      |                      |         |         |          |